# 聖赫爾曼

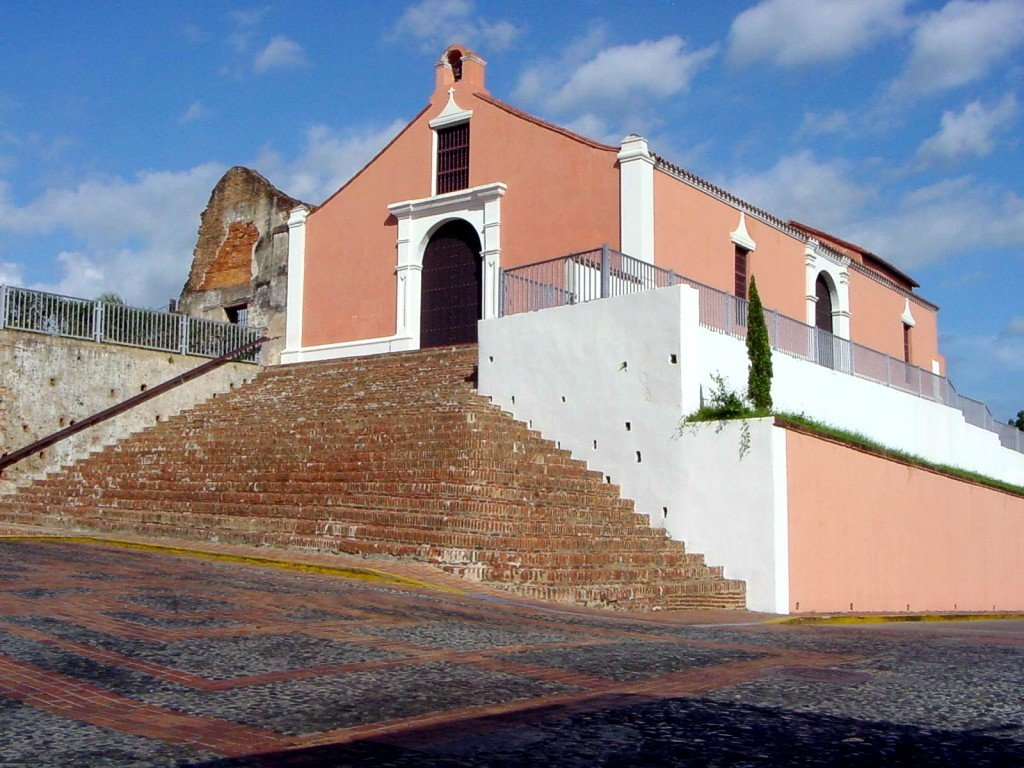

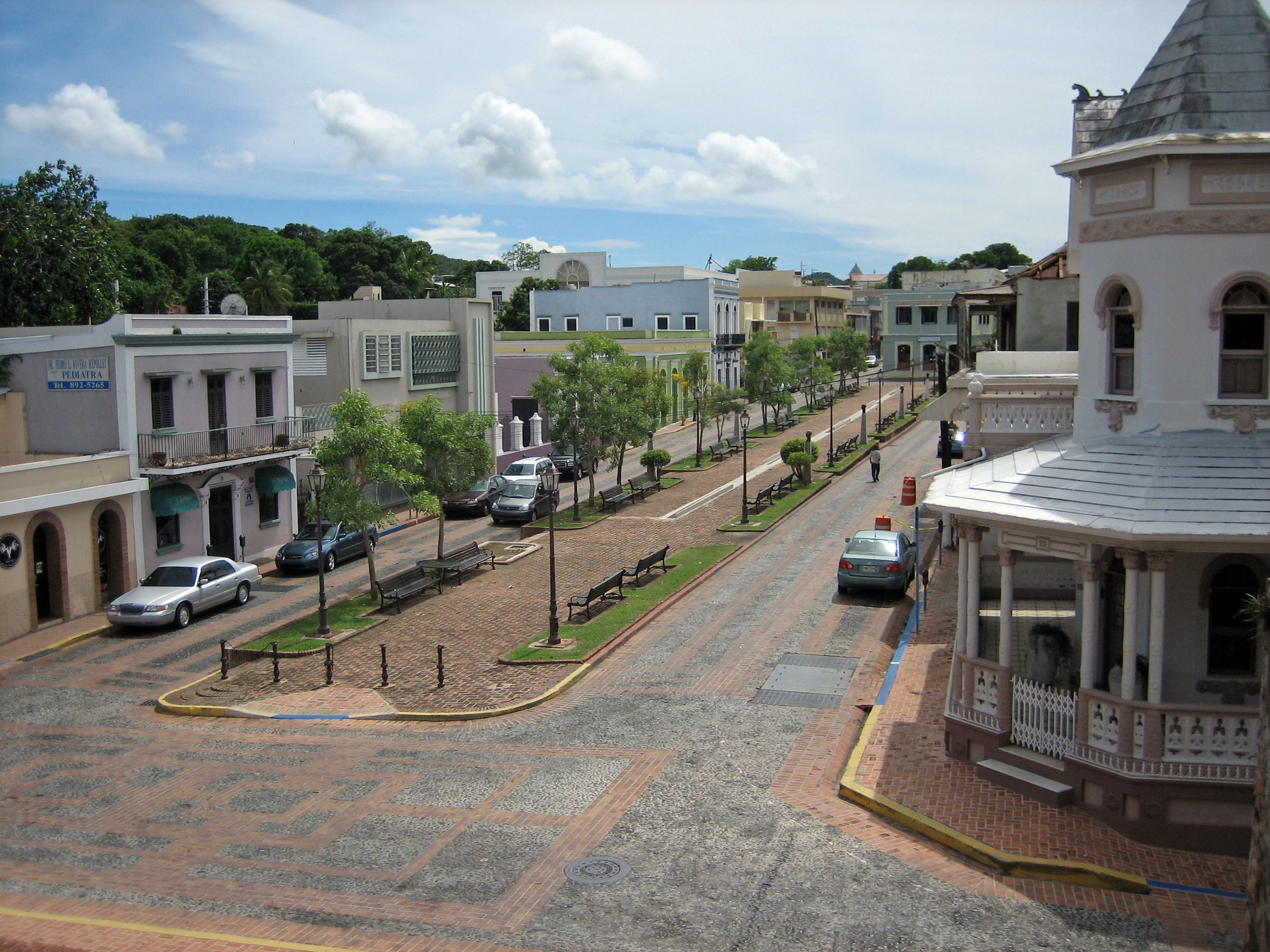

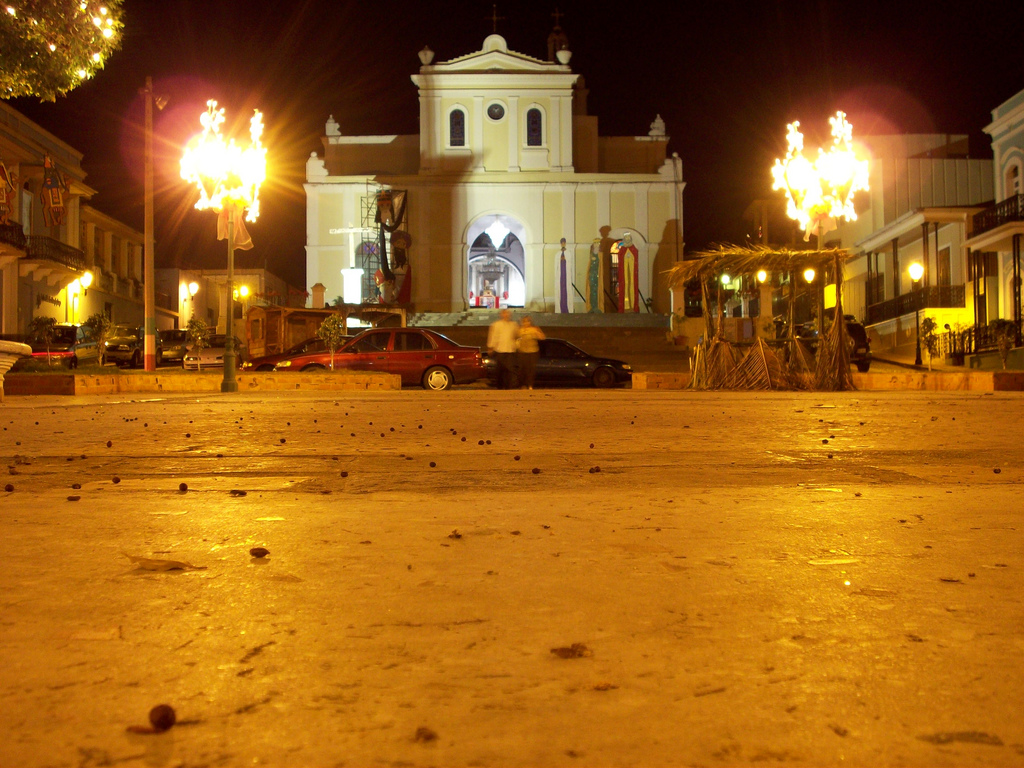

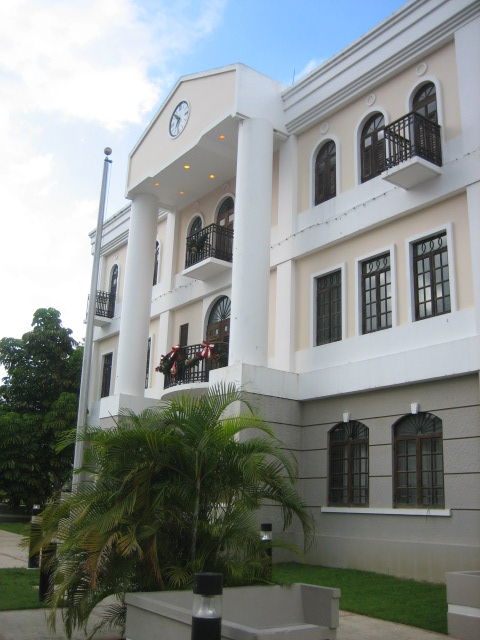

聖赫爾曼（西班牙語：San Germán，西班牙語發音：[saŋ xeɾˈman]）是波多黎各的城鎮，位於該島西南部，始建於1573年，面積141平方公里，海拔高度161米，主要農產品有香蕉、鳳梨和甘蔗，2010年人口35,527，人口密度每平方公里250人。

## 外部連結
- San German, Puerto Rico （页面存档备份，存于）
- San Germán and its barrios, United States Census Bureau
- Official Webpage of the San German Atleticos （页面存档备份，存于）
- Welcome to Puerto Rico! （页面存档备份，存于）